# Ron Stackhouse
Ronald Lorne Stackhouse (* 26. August 1949 in Haliburton, Ontario) ist ein ehemaliger kanadischer Eishockeyspieler, der während seiner Karriere für die California Seals, Detroit Red Wings und Pittsburgh Penguins in der National Hockey League auf der Position des Verteidigers spielte.

## Karriere
Ron Stackhouse begann seine Karriere 1967 bei den Peterborough Petes in der Ontario Hockey Association und war zwei Jahre für die Mannschaft aktiv. Danach ging er für die Providence Reds in der American Hockey League und die Seattle Totems in der Western Hockey League aufs Eis. Stackhouse war bereits beim NHL Amateur Draft 1969 von den Oakland Seals in der zweiten Runde an 18. Position ausgewählt worden.
Von 1970 bis 1971 lief er für das inzwischen in California Seals umbenannte Franchise auf und wechselte danach im Oktober 1971, im Austausch für Tom Webster, für drei Jahre zu den Detroit Red Wings. Obwohl er auch dort regelmäßig spielte, qualifizierte er sich mit der Mannschaft nie für die Play-offs. Während der Saison 1973/74 wurde Stackhouse von den Red Wings im Austausch für Jack Lynch und Jim Rutherford zu den Pittsburgh Penguins transferiert. In mehr als acht Jahren in Pittsburgh fiel der Kanadier vor allem aufgrund seiner Offensivstärke auf und ging in die Geschichte ein, als er im März 1975 in einem NHL-Spiel sechs Torvorlagen erreichte, was neben ihm nur fünf weiteren Verteidigern gelang. In den Play-off-Serien blieb er mit Pittsburgh weitgehend erfolglos und erreichte nie eine Finalserie um den Stanley Cup, obwohl er in knapp 900 NHL-Spielen auflief. 1982 beendete er seine Karriere.

## Erfolge und Auszeichnungen
- 1969 OHA Second All-Star Team
- 1980 Teilnahme am NHL All-Star Game